# Kulturhaus Obere Stube

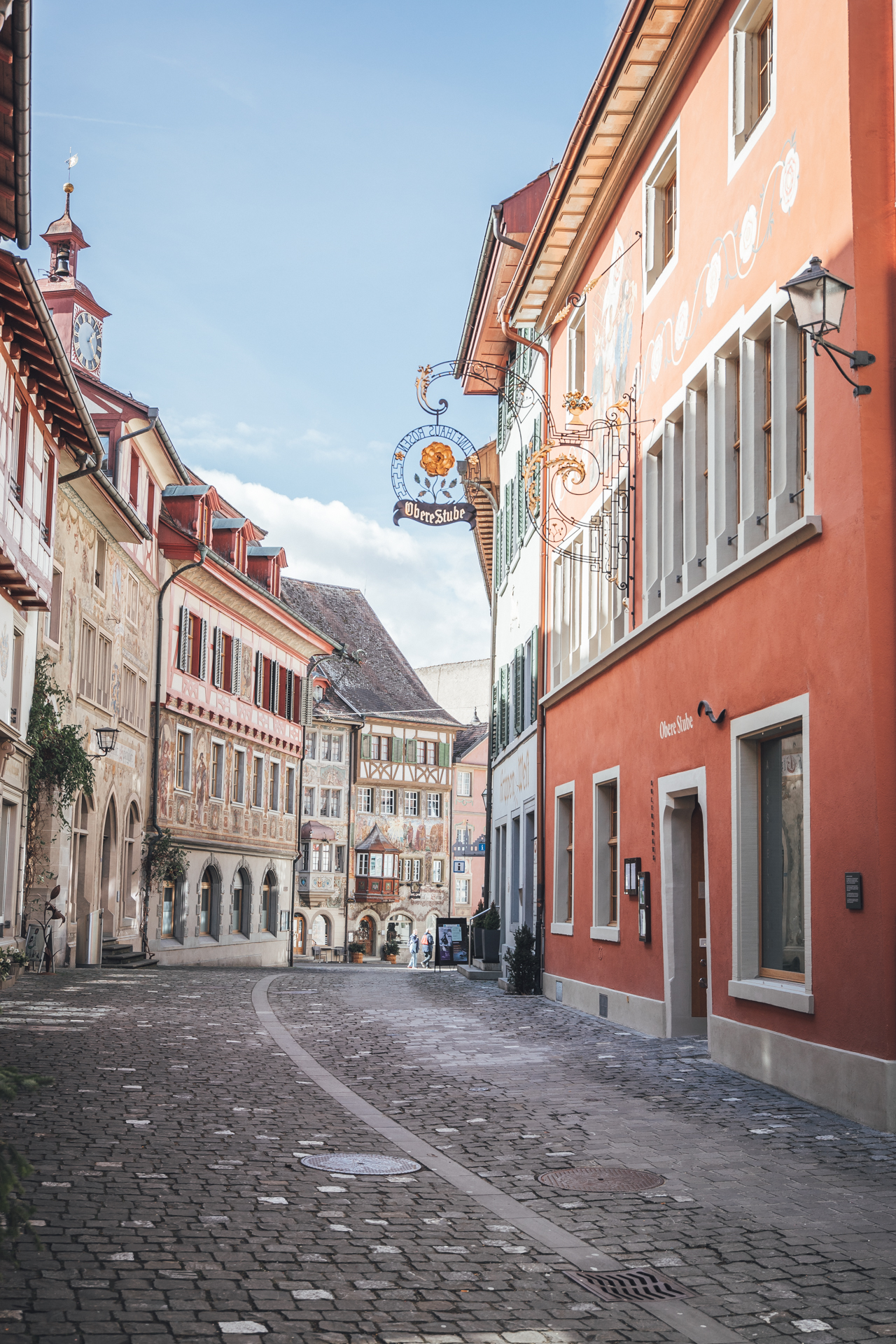
Kulturhaus Obere Stube, Fassade, 2023

Das Kulturhaus Obere Stube befindet sich in der Altstadt von Stein am Rhein im Kanton Schaffhausen.  Im Kulturhaus Obere Stube werden Ausstellungen zu historischen Themen und zeitgenössische Kunst präsentiert. Ergänzend zu den Ausstellungen findet ein vielfältiges Veranstaltungsprogramm statt. Es ist neben dem Museum Lindwurm und der Artist in Residence Chretzeturm eine Kultureinrichtung der Jakob und Emma Windler-Stiftung.

## Geschichte

### Baugeschichte
1469 liess die Zunft der Kaufleute die 1448 erstmalig erwähnte kauflüt trunkstub im Bereich der östlichen Haushälfte umbauen. Über einer neu eingebauten Balkenlage entstand der grosse Saal mit gewölbter Balkenbohlendecke im ersten Obergeschoss. Die Integration der bis dahin eigenständigen westlichen Haushälfte 1496 erforderte aus statischen Gründen den Einbau des noch heute bestehenden grossen Unterzugs. Dieser ruht auf einem mit anno domini 1496 («im Jahr des Herrn 1496») bezeichneten, ehemals freistehenden Sandsteinpfeiler. 
Im Zuge der nächsten einschneidenden Umbauten um 1681 wurde das Haus oberhalb des ersten Obergeschosses vollständig erneuert. Damals entstanden die Zunftstube im zweiten Obergeschoss sowie das einheitlich gezimmerte Dachwerk. 1744 erfolgte eine inschriftlich bezeugte Umgestaltung der Eingangshalle. Dabei wurde ein zweiter Unterzug auf mehreren Säulen eingebaut und die Holzdecke wurde mit Grisaille-Malereien verziert. 
1874 übernahm Metzger Heinrich Schnewlin das Haus, welches über 100 Jahre in Familienbesitz blieb. Die Familie Schnewlin prägte das äussere Erscheinungsbild der «Oberen Stube» wesentlich mit und veranlasste 1927 die Neubemalung der Fassade durch Wilhelm Hartung. Das Ökonomiegebäude entstand ursprünglich als Neben- und Hintergebäude des Hauses «Zum Rehbock» und gehört erst seit 1956 zur Liegenschaft «Obere Stube».
Die Jakob und Emma Windler-Stiftung erwarb das Gebäude 2011. Nach elfjähriger Vorbereitungs-, Planungs- und Bauzeit wurde das «Kulturhaus Obere Stube» im September 2022 eröffnet.

## Dauerausstellung
Das Vorderhaus des historischen Gebäudes in der Altstadt von Stein am Rhein zeichnen der Zunftsaal und die Zunftstube aus. Hier werden permanente und semipermanente Ausstellungen zu historischen Themen gezeigt. Im Hinterhaus werden über Sonderausstellungen aktuelle Themen bespielt.
Mit den schwebenden Gesteinsfeldern im Innenhof mit dem Titel Stone in Three Phases 2022 sind Arbeiten des australischen Künstlers Jamie North erstmals in der Schweiz zu sehen.

## Sonderausstellungen
2023
- «Das sitzt – 150 Jahre Dietiker Stuhlfabrik»
- «Ana Strika: Kreisen»[4]
- «Cuno Amiet: Die Luft ganz dick»

2022
- «Zimoun: Gleichstrommotoren, Kugelketten, Messingschalen, Kartonboxen»[5]
- «Johanna Nocke: Durchblick 2022»[6]

## Veranstaltungen
Ergänzend zu den Ausstellungen finden Kinder- und Familienprogramme, Workshops, Konzerte, Vorträge, Lesungen und Führungen statt. Das «Kulturhaus Obere Stube» beteiligt sich an der Museumnacht Hegau-Schaffhausen und nimmt am Internationalen Museumstag teil. Das Kulturhaus bietet Führungen in sechs Sprachen an.